# Паскье, Пьер
Пьер Паскье (фр. Pierre Pasquier; 1902—1986) — французский альтист. Брат скрипача Жана и пианиста Этьенна Паскье, вместе с которыми составлял семейное Трио Паскье, выступавшее с 1927 по 1974 гг. Отец альтиста Брюно Паскье и скрипача Режиса Паскье.
Родился 14 сентября 1902 года в Туре. Окончил Парижскую консерваторию у Мориса Вьё. С 1943 г. вёл там же класс камерного ансамбля, воспитав ряд значительных музыкантов (среди его учеников, в частности, Патрис Фонтанароза). В составе семейного трио Паскье был исполнителем, в том числе и первым исполнителем, многих произведений новейшей французской музыки — в том числе таких композиторов, как Дариус Мийо, Жан Франсе, Флоран Шмитт и Габриэль Пьерне (последний посвятил трио свою композицию Op.90). Помимо своих братьев, выступал и записывался также вместе с такими музыкантами, как Лили Ласкин и Жан Пьер Рампаль (известная запись Сонаты для альта, флейты и арфы Клода Дебюсси), Надя Буланже (премьера Рапсодии для альта с оркестром Жана Франсе, Лондон, 1946) и др.
Умер в Нёйи-сюр-Сен в 1986 году.